# Nicanor Duarte
Nicanor Duarte Frutos (Coronel Oviedo, 11 oktober 1956) is een voormalig president van Paraguay. Als zoon van een militante boer groeide hij op in het Alfredo Stroessner-tijdperk, waarbij hij aanhanger was van Stroesners Colorado Partij.
In 1974 behaalde hij zijn bachelor in Wetenschappen en Letteren en ging werken als sportcommentator. In 1977 werd hij hoofd van de persafdeling van Radio Caaguazú. Vier jaar later ging hij werken bij de krant Ultima Hora waar hij tot 1991 werkte. In 1984 behaalde hij een rechtentitel bij de Universiteit van Asunción. Hij sloot zich aan bij de jonge organisatie Reviving Traditionalism, een beweging geleid door Ángel Roberto Seifart. Later sloot hij zich weer aan bij de regerende Colorado partij, geleid door Rodriguez. In 1993 werd oud-minister Juan Carlos Wasmosy Monti president van Paraguay en hij wees Frutos aan als minister van Onderwijs en Cultuur. In 1996 trad hij af door een politieke controverse. In 1997 besloot hij toch weer aan te treden als minister en sloot zich aan bij de Reconciliacion Colorada Movement (MRC).
In 2003 won hij de verkiezingen nadat hij door zijn partij kandidaat was gesteld. Hij werd voor vijf jaar gekozen, en nam intrek in het presidentiële huis, dat overigens een grondgebied heeft van twintig blokken in Asunción. Duarte gaf in 2006 toestemming voor de begrafenis van de dictator Stroessner in diens geboorteplaats Encarnación, zeer tegen de zin van de oppositie.
Duarte is getrouwd met María Gloria Penayo Solaeche en heeft vijf kinderen.